# 黃聯富
黃聯富（1930年9月4日—2022年5月9日），中華民國（台灣）政治人物，曾任台北市大同區區長、第一、二屆台北市議員，後代表中國國民黨在台北市選區當選為第一屆第三次增額立法委員。父親為臺灣省議會議員黃奇正。